# 達尼埃萊·馬佐內

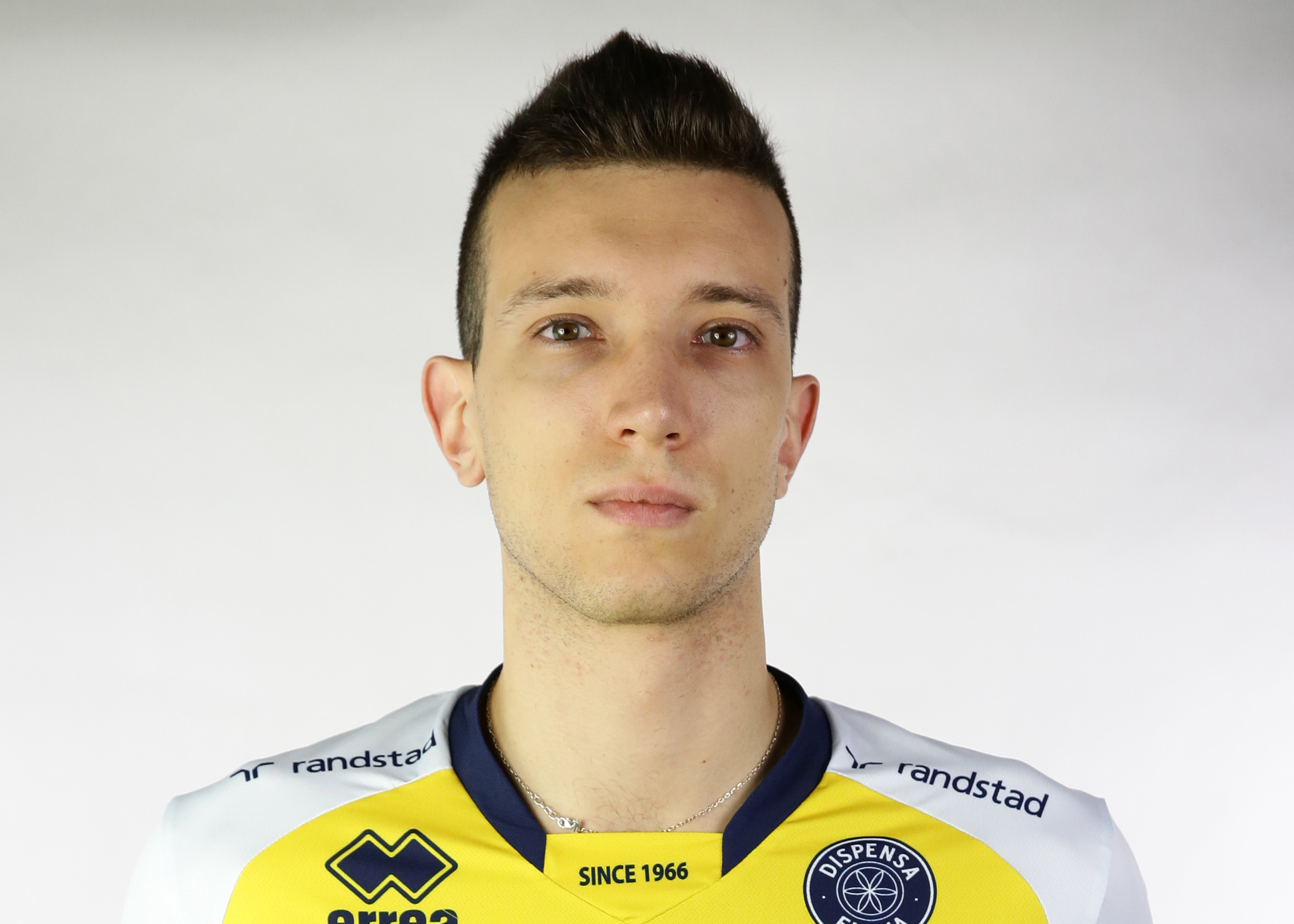
達尼埃萊·馬佐內

達尼埃萊·馬佐內（義大利語：Daniele Mazzone；1992年6月4日—）是一位意大利排球運動員。他效力於特倫蒂諾排球俱樂部。他也是意大利國家男子排球隊的一員，代表意大利參加世界排球錦標賽等賽事。